# Sławomira Ciepiela-Kubalska

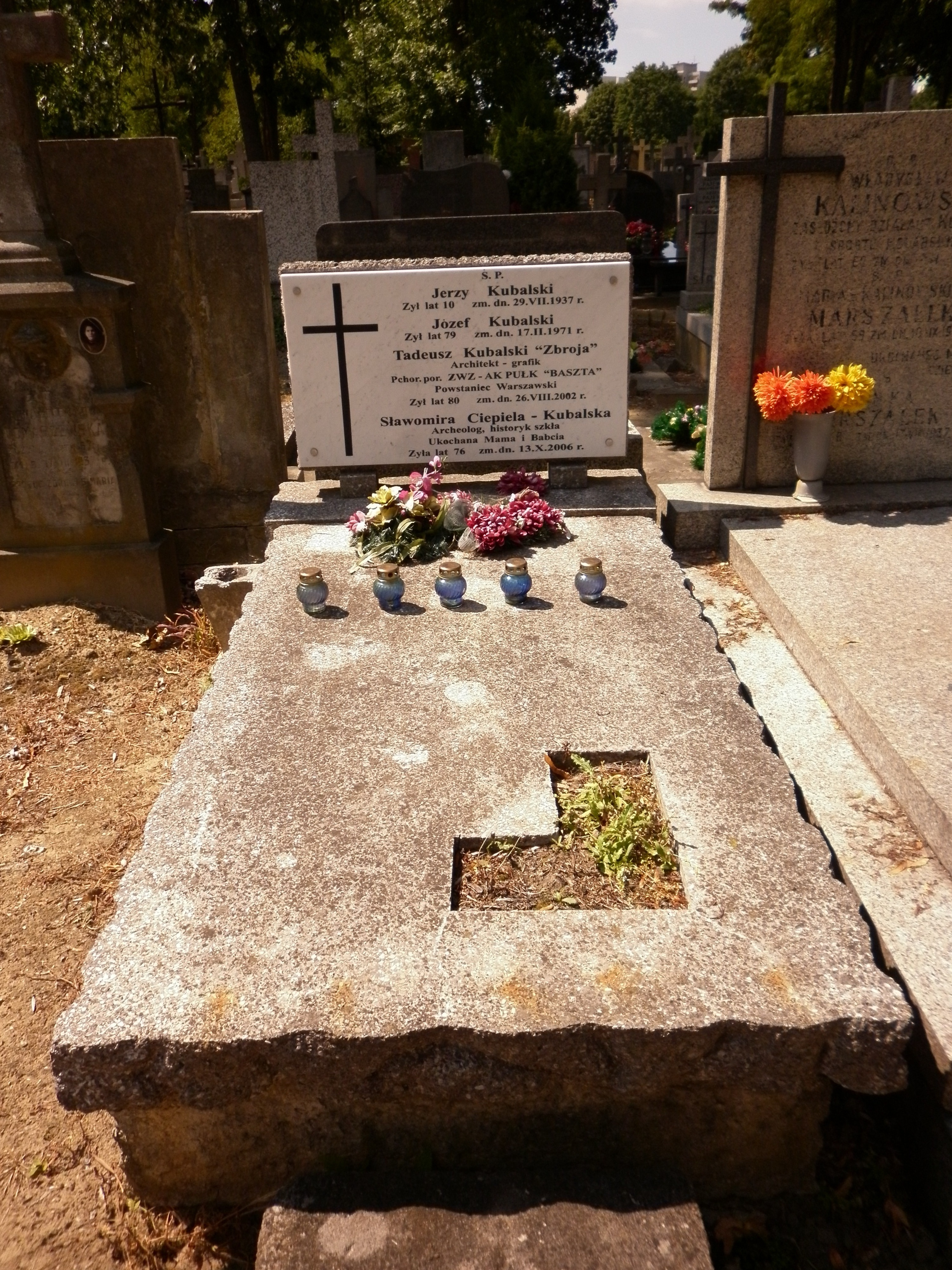
Grób Sławomiry Ciepieli-Kubalskiej

Sławomira Ciepiela-Kubalska (ur. 2 października 1930 w Równem, zm. 13 października 2006 w Warszawie) – polska historyk kultury materialnej, archeolog.

## Życiorys
Dzieciństwo spędziła we Lwowie, po wybuchu II wojny światowej mieszkała z rodziną w Nowym Sączu, Lublinie i Łodzi. W tym ostatnim mieście ukończyła w 1949 liceum. W tym samym roku podjęła pracę w Kierownictwie Prac Wykopaliskowych w Łęczycy i rozpoczęła studia archeologiczne na Uniwersytecie Łódzkim.
W 1950 wyszła za mąż i przeniosła się do Warszawy, gdzie kontynuowała studia archeologiczne na Uniwersytecie Warszawskim, które ukończyła w 1953. Do pracy zawodowej powróciła w 1962 - w Dziale Archeologicznym Komisji Badań Dawnej Warszawy, gdzie zajmowała się zabytkami szklanymi. Po likwidacji KBDW została w 1969 pracownikiem Muzeum Historycznego m. st. Warszawy. Kontynuowała tam badania nad historią szkła. W 1977 opublikowała pracę Szkło osiemnastowieczne Starej Warszawy. Od 1983 współpracowała także z Pracownią Dziejów Szkła Instytutu Archeologii i Etnografii Uniwersytetu Mikołaja Kopernika w Toruniu. W 1991 przeszła na emeryturę. 
Była czołowym badaczem polskiego szklarstwa okresu od XV do XVIII wieku. 
Spoczywa na cmentarzu Bródnowskim (kw. 32H-1-14).

## Wybrana twórczość
- Pucharki dzwonowate w Polsce od końca XVI w. do końca XVII wieku – Szkło i Ceramika, t. 17, ss. 249–253 (1966)
- Późnośredniowieczne naczynia szklane z Płocka (1968)
- Nowożytne szklane naczynia z badań archeologicznych na Rynku Starego Miasta w Warszawie (1969)
- Szklane kufle starowarszawskie z XVIII wieku (1970)
- Zabytki szklane ze Świecia nad Wisłą (1970) w Studia z dziejów rzemiosła i przemysłu – tom IX (1970)
- Zabytki szklane ze stanowiska archeologicznego przy kościele św. Anny w Warszawie – rozdział w Studia z dziejów rzemiosła i przemysłu - tom IX (1970)
- Wyroby rzemieślnicze w Polsce XIV–XVIII wieku (współautorstwo) (1971)
- Ozdoby i naczynia szklane odkryte w Nakle nad Notecią – Wiadomości archeologiczne – tom XXXVI/1 (1971)
- Szkło osiemnastowieczne starej Warszawy (1977)
- Wyroby szklane od połowy XIII do połowy XVII wieku – rozdział w Polskie szkło do połowy XIX wieku (1987)